# Grigori Kojevnikov
Pour les articles homonymes, voir Kojevnikov.
Grigori Alexandrovitch Kojevnikov (en russe : Григорий Александрович Кожевников), né le 15 septembre 1866 (27 septembre dans le calendrier grégorien) à Kozlov (gouvernement de Tambov) et mort le 29 janvier 1933 à Moscou, est un zoologiste russe (puis soviétique) qui fut professeur à l'université de Moscou.

## Biographie
Il naît à Kozlov (aujourd'hui Mitchourinsk) dans la famille d'un bourgeois d'honneur héréditaire, marchand aisé de la première guilde. Il a deux frères aînés: Vladimir qui deviendra historien et Dimitri qui deviendra botaniste.
Après avoir terminé en 1884 le Premier lycée classique de Moscou avec une médaille d'or, il entre à la faculté de physique et de mathématiques de l'université impériale de Moscou, où il étudie notamment auprès du professeur Bogdanov. Il est diplômé en 1888 et demeure à la chaire de zoologie. Il commence à travailler au musée zoologique de l'université: en qualité d'assistant à partir de 1889, et en tant que directeur du musée à partir de 1904, remplaçant Alexandre Tikhomirov.
Il s'efforce de rendre le musée le plus accessible au public, ainsi de nouvelles salles ouvrent en 1911 au premier étage du nouveau bâtiment de la rue Bolchaïa Nikitskaïa. Il demeure directeur du musée jusqu'en 1929, remplacé par son ancien élève Lev Zenkevitch (1889-1970).
Le Journal du département zoologique de la Société impériale des naturalistes de Moscou publie en 1890 son premier travail intitulé Structure des organes génitaux du faux-bourdon. Sa thèse magistrale est publiée en 1900. Elle porte sur Les matériaux de l'histoire naturelle des abeilles. Sa thèse de doctorat, quant à elle, est consacrée aux questions de l'origine du polymorphisme des abeilles mellifères. Ensuite il est nommé professeur et dirige la chaire de zoologie des invertébrés. Il étudie de 1909 à 1914 la faune de la mer de Barents avec ses étudiants Ivan Miessatsev (1885-1940) et Lev Zenkevitch. Il participe à la mise en fonctionnement de l'Institut de la faune maritime qui se trouve au musée zoologique jusqu'en 1931.
Grigori Kojevnikov inaugure la station biologique de Kossino près de Moscou en 1908. Le même été, il procède à des exercices pratiques avec ses étudiants à la station biologique de Sébastopol. C'est l'un des fondateurs de la ménagerie des singes de Soukhoumi. Lors de la conférence jubilaire (1908) consacrée à l'acclimatation en Russie, il prononce un communiqué sur « la nécessité de fonder des espaces naturels protégés pour la défense de la nature russe », posant ainsi les principes de base pour les premiers parcs naturels. Il réitère sa proposition l'année suivante à la conférence des chasseurs de Russie.
Le professeur Kojevnikov dirige de 1910 à 1920 les ruches d'Izmaïlovo qui, selon ses propres mots, constituent sa seconde université, où il donne des cours d'apiculture et de botanique apicole. En 1918 par exemple, il donne des cours de chimie du miel et de la cire et des cours d'apiculture.
Il représente la Russie avec le botaniste Ivan Borodine à la première conférence internationale pour la protection de la nature qui se déroule à Berne en 1913. Plus tard en 1924, il sera l'un des organisateurs et fondateurs de la Société panrusse pour la protection de la nature.
Le professeur Kojevnikov s'intéresse en premier chef à l'entomologie, notamment à l'étude des abeilles et au polymorphisme chez les insectes sociables. Il étudie également comment diverses sortes de moustiques et d'autres insectes sont vecteurs de maladies. Il popularise sa sciences par divers livres, dont les plus connus à l'époque sont Comment les abeilles vivent et travaillent (1929) et L'Histoire naturelle des abeilles (1931). Il participe à quantité de séminaires et conférences sur les abeilles, notamment avec Nikolaï Koulaguine.
Une campagne dangereuse de dénigrement est lancée contre lui en feuilletons à partir de 1929 par le journal satirique Tchoudak dénonçant le fait qu'il était désireux de sauvegarder les vieilles églises moscovites. Cette campagne provoque son renvoi de l'université de Moscou, le 12 septembre 1929, de la part du recteur Wyszyński et, six mois plus tard, il est renvoyé du musée zoologique.
Il meurt en 1933. Il est enterré au cimetière de Vagankovo.

## Quelques publications
- (ru) Abrégés de l'histoire naturelle des abeilles I. La mutation des abeilles reines en rapport avec les questions de l'apiculture // Пчеловод. дело — 1925. — vol. 35. — № 1. — pp. 9–12; № 2. — pp. 59–62.
- (ru) Abrégés de l'histoire naturelle des abeilles II. Les abeilles ouvrières // Пчеловод. дело — 1925. — vol. 38. — № 6. — pp. 222–225.
- (ru) Formes mutantes entre abeilles reines et abeilles ouvrières // Биол. Изв.. — 1923. — vol. 34. — № 1. — pp. 1–7.
- (ru) Systématique du genre Apis en lien avec la question des espèces isolées inférieures et des principes de la systématique scientifique / in: Travaux de la IIIe conférence des zoologistes, anatomistes et histologues, Léningrad, 1928, pp. 73–76
- (ru) Nouvelles données sur le polymorphisme des abeilles (Apis mellifera L.) en rapport avec la question de l'origine du polymorphisme des hyménoptères / idem, Léningrad, 1928, pp. 37–39
- (ru) Questions de la protection de la nature en URSS // Охрана природы — 1928. — № 1., pp. 6–7
- (ru) Les causes de l'extinction du bison du Caucase // Укр. охот.вестник — 1927. — № 1—2. p. 16
- (ru) Les règles de la chasse scientifique // Изв. центр. бюро краев — 1926. — № 6. — pp. 177–178.
- (ru) Comment mener un travail scientifique dans les parcs naturels protégés // Охрана природы — 1928 — № 2., pp. 12–19

## Élèves notables
- Constantin Arnoldi,
- Alexandre Formozov,
- Ivan Miessatsev,
- Sergueï Ogniov,
- Nikolaï Plavilchtchikov.
- Boris Kouzine

## Source
- (ru) Cet article est partiellement ou en totalité issu de l’article de Wikipédia en russe intitulé « Кожевников, Григорий Александрович » (voir la liste des auteurs).